# کریستل روبر
کریستل رُبِر (به فرانسوی: Chrystel Robert) ژیمناست زادهٔ ۳۱ ژوئیهٔ ۱۹۷۳ میلادی اهل کشور فرانسه است.